# Passage Tenaille
Passage Tenaille är en gata i Quartier de Plaisance i Paris 14:e arrondissement. Passage Tenaille, som börjar vid Avenue du Maine 143 och slutar vid Rue Gassendi 38, är uppkallad efter en tidigare fastighetsägare i grannskapet.

## Omgivningar
- Saint-Pierre de Montrouge
- Notre-Dame-du-Travail
- Square Ferdinand-Brunot
- Place Gilbert-Perroy
- Jardin Françoise-Héritier
- Square de l'Aspirant-Dunand

## Bilder
| - Saint-Pierre de Montrouge. - Notre-Dame-du-Travail. - Place Gilbert-Perroy. - Jardin Françoise-Héritier. |

## Kommunikationer
- Tunnelbana – linje  – Mouton-Duvernet
- Busshållplats Château – Mairie du 14e – Paris bussnät, linjerna 58 92 N66

### Webbkällor
- ”Passage Tenaille”. Mairie de Paris. http://www.v2asp.paris.fr/commun/v2asp/v2/nomenclature_voies/Voieactu/9163.nom.htm. Läst 17 april 2021.
- ”Passage Tenaille”. Les rues de Paris. https://www.parisrues.com/rues14/paris-14-passage-tenaille.html. Läst 17 april 2021.